# День Накбы

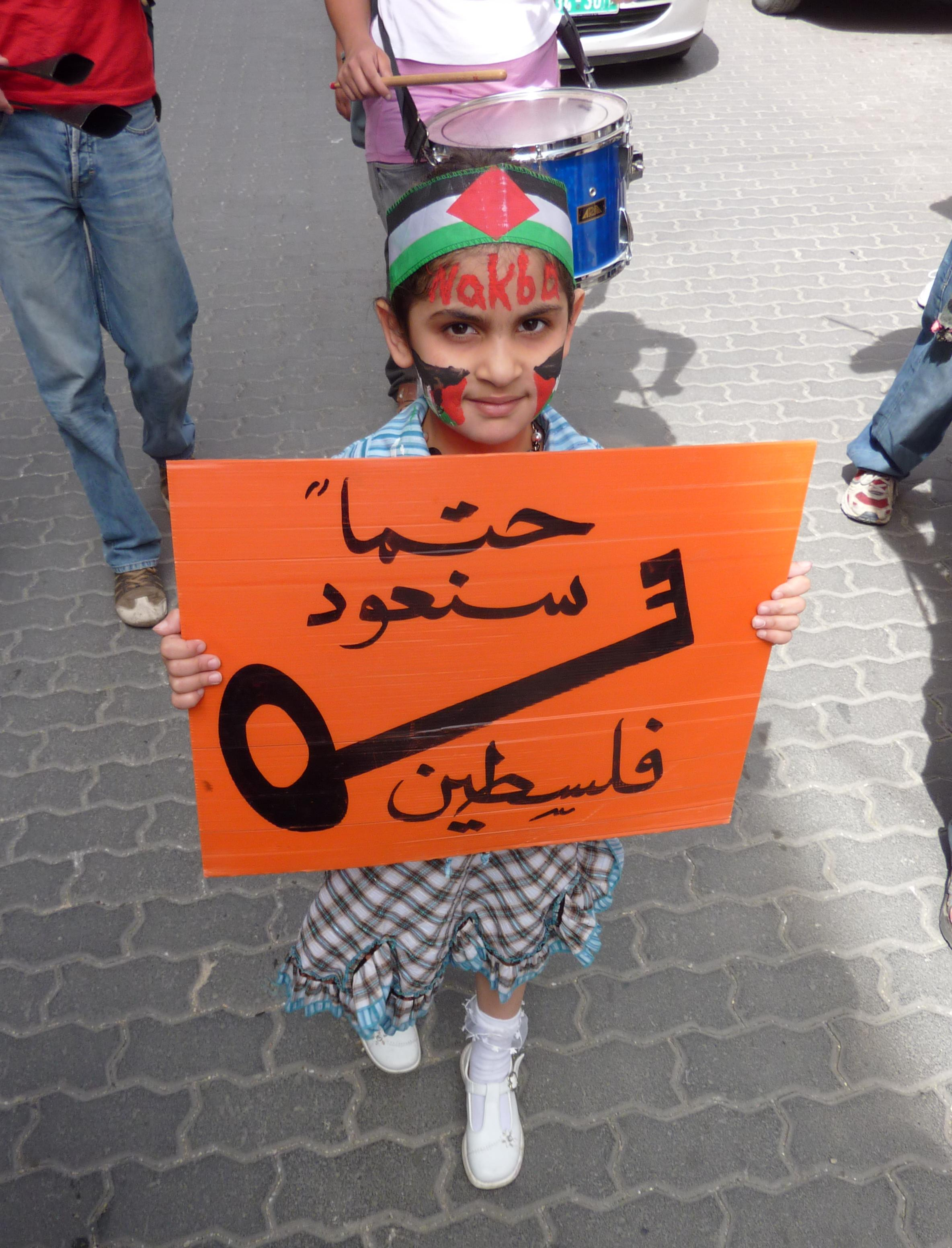
Палестинская девочка на демонстрации протеста в день Накбы в городе Хевроне (частично признанное Государство Палестина, 2010 год). Слова на плакате: «Конечно, мы вернёмся, Палестина»

День Накбы (араб. يوم النكبة‎ «день Катастрофы») — день памяти Накбы, отмечаемый палестинцами 15 мая, на следующий день после дня провозглашения независимости Израиля в 1948 году по григорианскому календарю. Для палестинцев день Накбы — день памяти вытеснения палестинцев, происходившего до и после провозглашения независимости Израиля, изгнания и бегства около 700 000 палестинских беженцев.
День Накбы начали отмечать в 1990-х годах израильские арабы. Первые массовые демонстрации 15 мая начала организовывать после Мадридской конференции 1991 года Association for the Defense of the Rights for the Internally Displaced Persons in Israel (с англ. — «Ассоциация в защиту прав внутренне перемещённых лиц в Израиле»), занимающаяся вопросами «присутствующих отсутствующих» — граждан Израиля палестинского происхождения, которые стали беженцами после Накбы из-за законов Израиля. В 1998 году официальное празднование дня Накбы инициировал Ясир Арафат.

## Учебник о Накбе
В 2007 году по распоряжению министра образования Израиля (2006—2009 гг.) Юли Тамир в арабских школах страны представлен учебник, рассказывающий о событиях, связанных с Накбой. Согласно Тамир «Арабские граждане Израиля знают о конфликте не из школьных учебников. Они живут в нём. Их родители, семьи, дети воочию видели и видят всё это. Мне кажется, мы должны дать их детям возможность узнать правду из школьного учебника».
Лимор Ливнат (министр образования в 2001—2006 гг.) утверждает, что нововведение Юли Тамир «в будущем подтолкнёт арабских детей на путь борьбы против Израиля».

## Попытка запрета дня Накбы
В 2009 году депутат израильского кнессета Алекс Миллер от партии «НДИ» выдвинул законопроект, согласно которому участие в демонстрациях в день Накбы запрещается. За нарушение запрета демонстрантами предусматривалось наказание от крупного штрафа до трёх лет тюремного заключения. Однако этот законопроект был отклонён депутатами кнессета.

## Критика
Израильский политолог профессор Шломо Авинери считает, что само сравнение Накбы и Холокоста «свидетельствует о серьёзной нравственной слепоте. То, что произошло с палестинцами в 1947—1948 годах, было результатом войны, в которой они потерпели поражение», и что оно «игнорирует тот факт, что именно политические решения арабского руководства привели к трагедии палестинского населения. […] Но до сегодняшнего дня никто из арабских авторов не готов со всей интеллектуальной прямотой обсуждать хорошо известный исторический факт: решение выступить против постановления ООН о разделе страны было политической и нравственной ошибкой арабского мира».
Израильская организация «Им тирцу» выпустила в мае 2011 года видеоклип и 70-страничный буклет, в которых, в частности, говорится: «Арабы отвергли план мирного раздела территорий, и начали войну, чтобы уничтожить евреев. Они сами бежали. Большинство палестинцев покинули свои дома по предписанию Высшего арабского совета. В то же время это арабы изгнали 900 тысяч евреев из арабских стран. Это больше, чем все палестинские беженцы».